# 安部信任
安部 信任（あんべ のぶより、1809年 - 1828年5月23日）は、江戸時代後期の大名。武蔵国岡部藩10代藩主。官位は従五位下・丹波守。

## 生涯
文化6年（1809年）、9代藩主・安部信操の長男として誕生。文政8年（1825年）、父の死去により家督を継いだ。文政9年（1826年）12月、従五位下・丹波守に叙位・任官する。文政10年（1827年）には大坂加番に任じられた。
文政11年 (1828年)4月10日 (旧暦)に死去した。享年20。跡を弟で養子の信古が継いだ。

## 系譜
父母
- 安部信操（父）
- 三浦前次の六女（母）

正室
- 松平宗発の娘

養子
- 安部信古 ー 実弟